# Bolton Equities Black Spoke
Bolton Equities Black Spoke was een Nieuw-Zeelandse wielerploeg die werd opgericht in 2020 en bestond tot 2023.

## Geschiedenis
De ploeg werd in 2020 opgericht door onder andere voormalig wielrenner David McKenzie. Dit was onder de naam Black Spoke Pro Cycling Academy. In de seizoenen van 2021 en 2022 kreeg de ploeg het kenmerk van een Continentale ploeg. In 2023 was de ploeg actief als ProTeam. Onder de naam, Bolton Equities Black Spoke.
Zie de jaarpagina voor een uitgebreid overzicht van overwinningen en de ploeg in 2023.

## Overwinningen
2020
Gravel and Tar Classic: Hayden Mccormick
1e etappe New Zealand Cycle Classic: Aaron Gate
2021
2e etappe New Zealand Cycle Classic: Luke Mudgway
5e etappe New Zealand Cycle Classic: Campbell Stewart
Gravel and Tar Classic: Aaron Gate
2e etappe Dwars door Hauts-de-France: Campbell Stewart
3e etappe Dwars door Hauts-de-France: Campbell Stewart
2022
1e etappe New Zealand Cycle Classic (TTT): Josh Kench, Logan Currie, Mark Stewart, Regan Gough, Ryan Christensen, Mitchel Fitzsimons 
4e etappe New Zealand Cycle Classic: Mark Stewart
5e etappe New Zealand Cycle Classic: Regan Gough
1e etappe Ronde van Griekenland: Aaron Gate
Eindklassement Ronde van Griekenland: Aaron Gate
1e etappe Ronde van de Oise: James Fouché
Eindklassement Ronde van de Oise: James Fouché
Grote Prijs van Gemenc: Luke Mudgway
Proloog Ronde van Roemenië: Tom Sexton
Eindklassement Ronde van Roemenië: Mark Stewart
3e etappe Ronde van Luxemburg: Aaron Gate
2023
Zie jaarpagina voor alle overwinningen.

### Nationale kampioenschappen
2021
 Nieuw-Zeelands kampioen tijdrijden, elite: Aaron Gate
2022
 Nieuw-Zeelands kampioen tijdrijden, elite: Regan Gough
 Nieuw-Zeelands kampioen tijdrijden, belofte: Logan Currie
 Nieuw-Zeelands kampioen op de weg, elite: James Fouché
2020 · 2021 · 2022 · 2023
Batt · Bostock · Burnett · Christensen · Currie · Fitzsimons · Fouché · Gate · Gough · Jackson · Jones · Kench · Mudgway · O'Donnell · Oram · Scott · Sexton · Stewart · Townsend · Wright · Gardner (stagiair) · Hornblow (stagiair) · Vercouillie (stagiair)